# Василевка (Черниговская область)
Василевка (укр. Василівка) — исчезнувшее село,
Парафиевский поселковый совет,
Ичнянский район,
Черниговская область,
Украина.
Село ликвидировано в 1991 году .

## Географическое положение
Село Василевка находилось на расстоянии в 2 км от села Хаиха.
Вокруг проведено несколько ирригационных каналов.

## История
- 1991 — село ликвидировано [1].